# À bord du Miramar
Pour plus de détails, voir Fiche technique et Distribution.
À bord du Miramar (Sailors Beware) est une comédie du cinéma muet américain de Fred Guiol et Hal Roach, sortie en 1927 avec Stan Laurel et Oliver Hardy.

## Synopsis
Les passagers embarquent à bord du Miramar sous la surveillance de Puser Cryder, commissaire de bord débonnaire mais fort attiré par la gent féminine. Pendant ce temps, Chester Chaste, chauffeur de taxi, conduit Mme Ritz, la voleuse internationale sévissant sur les paquebots, et son mari, un nain déguisé qui se fait passer pour son enfant, afin de prendre ce même bateau.

Chester se retrouve contre son gré embarqué avec son taxi à bord du Miramar et désormais considéré comme  clandestin le voilà obligé de travailler sous la surveillance de Puser Grader. Sous les brimades de ce dernier, il parviendra toutefois à déjouer les malversations de Mme Ritz et son complice.

## Fiche technique
- Titre original : Sailors Beware
- Titre français : À bord du Miramar
- Réalisation : Fred Guiol et Hal Roach
- Scénario : Hal Roach (histoire) et H. M. Walker (intertitres)
- Producteur : Hal Roach
- Société de production : Hal Roach Studios
- Société de distribution : Pathé Exchange
- Pays de production :  États-Unis
- Langue : intertitres en anglais
- Format : Noir et blanc - 35 mm - 1,37:1  -  Muet
- Genre : Comédie
- Longueur : deux bobines
- Date de sortie :
  - États-Unis : 25 septembre 1927

## Distribution
- Stan Laurel : Chester Chaste, le chauffeur de taxi
- Oliver Hardy : Purser Cryder, le commissaire de bord
- Anita Garvin : Madame Ritz

Reste de la distribution non créditée :
- Ed Brandenburg : Chef de cabine
- Frank Brownlee : Capitaine Bull
- Dorothy Coburn : la femme dans le rocking- chair
- Harry Earles : Roger, le bébé
- Tiny Sandford : l'homme en robe de chambre
- Will Stanton : le baron Behr
- Lupe Vélez : la baronne Behr
- Viola Richard : une des joueuses de carte

## Autour du film
- Le titre français fait référence au bateau le "Miramar" alors que la passerelle d'embarquement laisse entrevoir les lettres "MIRI..." et cela est confirmé par l'article de journal qui sert d'intertitre. De fait, il s'agit du bateau le "Mirimar", le même duquel descend Laurel dans Mon neveu l’Écossais (Putting Pants on Philip) tourné peu de temps après.
- Harry Earles reprend un rôle similaire à celui qu'il tient dans Le Club des trois de Tod Browning, en 1925. En effet, dans ce film aussi, il s'agit d'un nain, déguisé en enfant afin de pouvoir commettre des larcins.